# Исмаилов, Хамид
Хамид Исмайлов (в некоторых переводах Хамид Исмаилов, узб. Hamid Ismoilov / Ҳамид Исмоилов / Абдулҳамид Исмоил, родился 5 мая 1954 года в Токмаке, Киргизская ССР) — узбекский журналист и писатель, который был вынужден покинуть Узбекистан в 1992 году и приехал в Великобританию, где устроился на работу в Всемирную службу Би-би-си. Его работы запрещены в Узбекистане.

## Биография
Исмайлов окончил военное училище связи и позднее несколько факультетов Ташкентского университета (биология, право, менеджмент)
Исмайлов издал десятки книг на узбекском, русском, французском, немецком, турецком и других языках. Среди них сборники стихов: «Сад» (1987), «Пустыня» (1988); визуальной поэзии: «Post Faustum» (1990), «Книга Отсутствия» (1992); романы «Собрание Утончённых» (1988), «Яркий бродяга» (1993), «Хай-ибн-Якзан» (2001), «Заложник небесных турков» (2003), «Дорога к смерти больше, чем смерть») (2005) и многие другие. Переводил русскую и западную классику на узбекский язык, а узбекскую и персидскую классику — на русский и некоторые западные языки.
Роман Исмайлова «Железная дорога», написанный до его отъезда из Узбекистана, был первой его книгой, переведенной на английский (пер. Роберт Чендлер, и была опубликована в 2006 году. Перевод получил призы AATSEEL и «Rossica»). Русское издание было опубликовано в Москве в 1997 году под псевдонимом Алтаэр Магди. Другой роман «Дорога к смерти больше чем смерть» (в английском переводе Эндрю Бромфилда «Поэт и бин Ладен»), был опубликован в сентябре 2012 года. Также на английском был опубликован его триптих романов: «Мбобо» (The Underground), «Поиск души в Гугле» и «Павшие жизнью храбрых». Книга «Вундеркинд Ержан» (в английском переводе Эндрю Бромфилда 'The Dead Lake' — «Мертвое озеро») была опубликована издательством Peirene Press в начале 2014 года. Роман «Пляска бесов» — «The Devils' Dance» был опубликован издательством Tilted Axis Press в 2018 году.
30 апреля 2010 года Би-би-си объявила о назначении Исмайлова на должность писателя-резидента Всемирной службы Би-би-си на два года. Блог был запущен 10 мая 2010 года. 31 декабря 2014 года Хамид Исмайлов объявил в своих аккаунтах в Facebook и Twitter, что он прекращает свое пребывание в должности, которое длилось 4,5 года. В июне 2012 года Исмаилов представлял Узбекистан на Поэтическом Парнасе в Лондоне.

В 2019 стал лауреатом премии ЕБРР. В июле 2020 года британская газета The Guardian включила роман Исмаилова «Мбобо» (The Underground) в свой список «десяти лучших романов, действие в которых происходит в России».
Книги Исмайлова переведены на десятки языков мира.